# Мохаммед Мосаддик
Мохаммед Мосаддик (перс. محمد مصدق, 16 червня 1882, Персія — 5 березня 1967, с. Ахмадабад, Іран) — демократично обраний прем'єр-міністр Ірану з 1951 по 1953 рр., коли його уряд було скинуто внаслідок державного перевороту, організованого британською службою розвідки та американським ЦРУ.

## Діяльність
Адміністрація Мосаддика ініціювала широкий діапазон прогресивних соціальних та політичних реформ, що стосувалися зокрема соціального забезпечення та орендування землі. Важливим наслідком політики його уряду була націоналізація нафтової промисловості Ірану, що перебувала під британським контролем із 1913.
Усунуто від влади 19 серпня 1953 внаслідок державного перевороту, організованого британськими та американськими спецслужбами, які поставили на його місце генерала Фазлоллу Захеді. Мосаддик потрапив до в'язниці, проте через його велику популярність в країні, шах Мохаммед Реза Пахлаві зрештою звільнив його, після чого Мосаддик провів решту життя під домашнім арештом. Помер у селі Ахмадабаді.